# Frogmore House
Frogmore House es una casa de campo inglesa del siglo XVII localizada en el centro de Frogmore. Se encuentra a una milla del castillo de Windsor en Home Park, Windsor, Berkshire.

## Primeros propietarios
La propiedad fue alquilada a la Corona por la familia Gwynn y después por los Aldwoths. El actual edificio fue construido en 1680-1684 por Anne Aldworth y tuvo como residentes a George FitzRoy, duque de Northumberland y Edward Walpole, padre de la duquesa de Gloucester.

## Residentes reales
En 1790, la reina Carlota, con la idea de buscar una residencia campestre para ella y sus hijas, adquirió el contrato de arrendamiento de Little Frogmore y después de Great Frogmore. James Wyatt fue el arquitecto contratado para ampliar y modernizar Frogmore House.
A la muerte de la reina en 1818, Frogmore House pasó a su hija mayor, la princesa Augusta. Después de la muerte de la princesa en 1840, la reina Victoria la cedió a su madre, la duquesa de Kent. La duquesa murió allí en 1861. Entre 1866 y 1873, la residencia fue hogar de la princesa Helena, tercera hija de la reina Victoria, y su esposo, el príncipe Christian de Schleswig-Holstein. Desde entonces, la Familia Real ha utilizado la casa de forma intermitente. En 1900, el futuro conde Mountbatten de Birmania nació allí. De 1902 a 1910, el futuro rey Jorge V y la reina María fueron residentes frecuentes.
Durante 1980, la propiedad fue restaurada, previéndose que los recién casados duques de York se trasladasen allí.
El 24 de noviembre de 2018, la casa real anunció que los duques de Sussex se mudarían al año siguiente. En marzo de 2019 los duques se asentaron finalmente en una de las alas de la casa, Frogmore Cottage, tras varias remodelaciones de la misma.